# Фонтињано II (Перуђа)
Фонтињано II је насеље у Италији у округу Перуђа, региону Умбрија.
Према процени из 2011. у насељу је живело 77 становника. Насеље се налази на надморској висини од 241 м.